# Orxines
Orxines (Ορξίνης) fou un noble persa que deia ser descendent de Cir II el Gran. Era present a la batalla de Gaugamela i junt amb un general de nom Orontobates de Cària va dirigir les tropes reclutades a la vora del golf Pèrsic.
Posteriorment, absent Alexandre el Gran, al morir Frasaortes, sàtrapa de Persis, va assolir el govern de la satrapia però sembla que ho va fer en un sentit lleial al rei macedoni; quan Alexandre va tornar el va anar a rebre amb regals de gran luxe, però com que la tomba de Cir a Pasargada havia estat violada, fou atacat pels seus enemics que el van acusar d'aquestos fets i d'abús de poder. Flavi Arrìa sembla creure que l'acusació era justa, però Quint Curti Ruf diu que era infundada. Alexandre el va fer crucificar.